# جيمس كليفلاند (ملحن)
جيمس كليفلاند (بالإنجليزية: James Cleveland)‏ هو ملحن أمريكي، ولد في 5 ديسمبر 1931 في شيكاغو في الولايات المتحدة، وتوفي في 9 فبراير 1991 في كولفر سيتي في الولايات المتحدة.

## وصلات خارجية
- جيمس كليفلاند على موقع IMDb (الإنجليزية)
- جيمس كليفلاند على موقع ميوزك برينز (الإنجليزية)
- جيمس كليفلاند على موقع ديسكوغز (الإنجليزية)